# Whyn Lewis
Whyn Lewis (Edimburgo, 1973) es una pintora británica. Es mayormente conocida por haber ilustrado las portadas de dos de los álbumes de su madre, la cantautora de folk británico Vashti Bunyan.

## Primeros años y carrera
Whyn Lewis nació en 1973 fruto de la relación entre la cantautora británica Vasthi Bunyan y su entonces novio Robert Lewis. Whyn es la segunda de los tres hijos que tuvo la pareja, que en ese momento vivía de forma nómada en una carreta tirada por un caballo en el antiguo condado escocés de Peeblesshire.Cuando Lewis tenía nueve años la familia se asentó por primera vez en una granja en el condado de Stirling. Este estrecho contacto con los animales definió la temática de su obra a lo largo de toda su carrera.
En 1991 ingresó en la Escuela de Arte de Glasgow, de la que se graduó en 1995.Ese año se trasladó a Florencia tras recibir la beca artística John Kinross de la Real Academia Escocesa. Para sus primeras pinturas encontró inspiración en su perro Indie, un whippet negro que protagonizó toda una serie de pinturas junto a otro whippet blanco, éste fruto de la imaginación de Lewis. En 1997 la Open Eye Gallery en Edinburgo organizó la primera exposición individual de Lewis, donde exhibió su obra otras dos veces en 1999 y 2001.En 2002, tras captar la atención de la directora de la Portal Gallery de Londres, comenzó a colaborar con la galería para exponer su obra hasta en cuatro ocasiones desde ese año hasta 2012. Entre 2010 y 2015 llevó a cabo el proceso de renovación de una casa en un croft en la isla de Harris junto con su pareja Jonny Hall, con quien tiene un hijo. En años recientes ha colaborado con diferentes organizaciones en favor de los galgos donando algunos de sus lienzos y reproducciones de su obra para recaudar fondos.

## Estilo artístico
Lewis representa únicamente animales, frecuentemente sobre un fondo de color liso, conseguido aplicando varias capas de pigmento, y en diferentes posiciones, unas veces en solitario y otras interactuando con otra figura. No obstante, a medida que su obra se ha desarrollado en el tiempo ha comenzado a explorar la profundidad integrando de elementos vegetales. El grueso de sus pinturas están protagonizadas por whippets y otros tipos de galgos, una raza que le ha acompañado desde su adolescencia,pero también son frecuentes liebres, ciervos y diferentes pájaros, y de manera puntual y extraordinaria otros tipos de animales. A través de la disposición, el movimiento o las circunstancias inherentes de cada animal expresa distintas emociones de manera metafórica. Lewis ha afirmado: 
(...) Mis pinturas realmente no van sobre perros. (...) Mis pinturas van en su mayoría sobre personas y sentimientos humanos. Simplemente me siento más cómoda contándolas a través del medio del perro.
La silueta del galgo estirado y corriendo se ha convertido en una especie de firma o marca personal de Lewis, encontrándose presente en numerosas de sus pinturas en forma de colgante alrededor del cuello los animales.

## Obras notables
En 2003 el grupo Piano Magic ilustró la portada de su EP Saint Marie con Sleepless, una de sus pinturas de la serie de los whippets blanco y negro. Para la portada del álbum Lookaftering de 2005, Vashti Bunyan usó su pintura Run, protagonizada por una liebre, y en 2014 volvió a hacer lo propio para su álbum Heartleap con Hart's Leap, un lienzo de un ciervo blanco pintado cinco años antes.En 2019 la escritora británica Ramona Ausubel publicó su libro Awayland con las pinturas Hart's Leap y Before en su portada.